# Mérida Open
El Torneig de Mérida, oficialment conegut com a Mérida Open Akron, és una competició tennística professional que es disputa sobre pista dura al Yucatán Country Club de Mérida, Mèxic. Es va crear l'any 2003 dins la categoria WTA 250 en el circuit WTA femení, i actualment pertany a la categoria WTA 500.
El torneig es va crear l'any 2023 en substitució de l'Abierto Zapopan, que es celebrava a la també ciutat mexicana de Guadalajara. L'any 2025 va promocionar a la categoria WTA 500.

## Palmarès

### Individual femení
| Any     | Campiona      | Finalista        | Resultat         |
| ------- | ------------- | ---------------- | ---------------- |
| WTA 500 |               |                  |                  |
| 2025    | Emma Navarro  | Emiliana Arango  | 6−0, 6−0         |
| WTA 250 |               |                  |                  |
| 2024    | Zeynep Sönmez | Ann Li           | 6−2, 6−1         |
| 2023    | Camila Giorgi | Rebecca Peterson | 7−6(3), 1−6, 6−2 |

### Dobles femenins
| Any     | Campiones                    | Finalistes                      | Resultat    |
| ------- | ---------------------------- | ------------------------------- | ----------- |
| WTA 500 |                              |                                 |             |
| 2025    | Katarzyna Piter Mayar Sherif | Anna Danilina Irina Khromacheva | 7−6(2), 7−5 |
| WTA 250 |                              |                                 |             |
| 2024    | Quinn Gleason Ingrid Martins | Magali Kempen Lara Salden       | 6−4, 6−4    |
| 2023    | Caty McNally Diane Parry     | Wang Xinyu Wu Fang-hsien        | 6−0, 7−5    |